# HEARTECT
HEARTECT — автомобильная платформа, выпускающаяся с 2014 года японской компанией Suzuki.

## Описание
Утверждается, что в платформе HEARTECT применяются «усовершенствованная высокопрочная сталь» и «сверхвысокопрочная сталь», которые предназначаются для повышения безопасности пассажиров в случае столкновения. Компания Suzuki также утверждает, что платформа обеспечивает повышенную жёсткость кузова, что позволяет улучшить качество езды и управляемость. Кроме того, за счёт снижения массы до 30 кг платформа помогает достичь улучшенного соотношения мощности и массы.
Передняя подвеска — Макферсон.
Производная платформа для электромобилей, получившая название Heartech-e, впервые была представлена в 2024 году на e Vitara.

## Применения

### Кей-кары
- Suzuki Alto / Mazda Carol (2014 — настоящее время)
- Suzuki Lapin (2015 — настоящее время)
- Suzuki Wagon R / Mazda Flair (2017 — настоящее время)
- Suzuki Spacia / Mazda Flair Wagon (2017 — настоящее время)
- Suzuki Hustler / Mazda Flair Crossover (2020 — настоящее время)
- Suzuki Wagon R Smile (2021 — настоящее время)

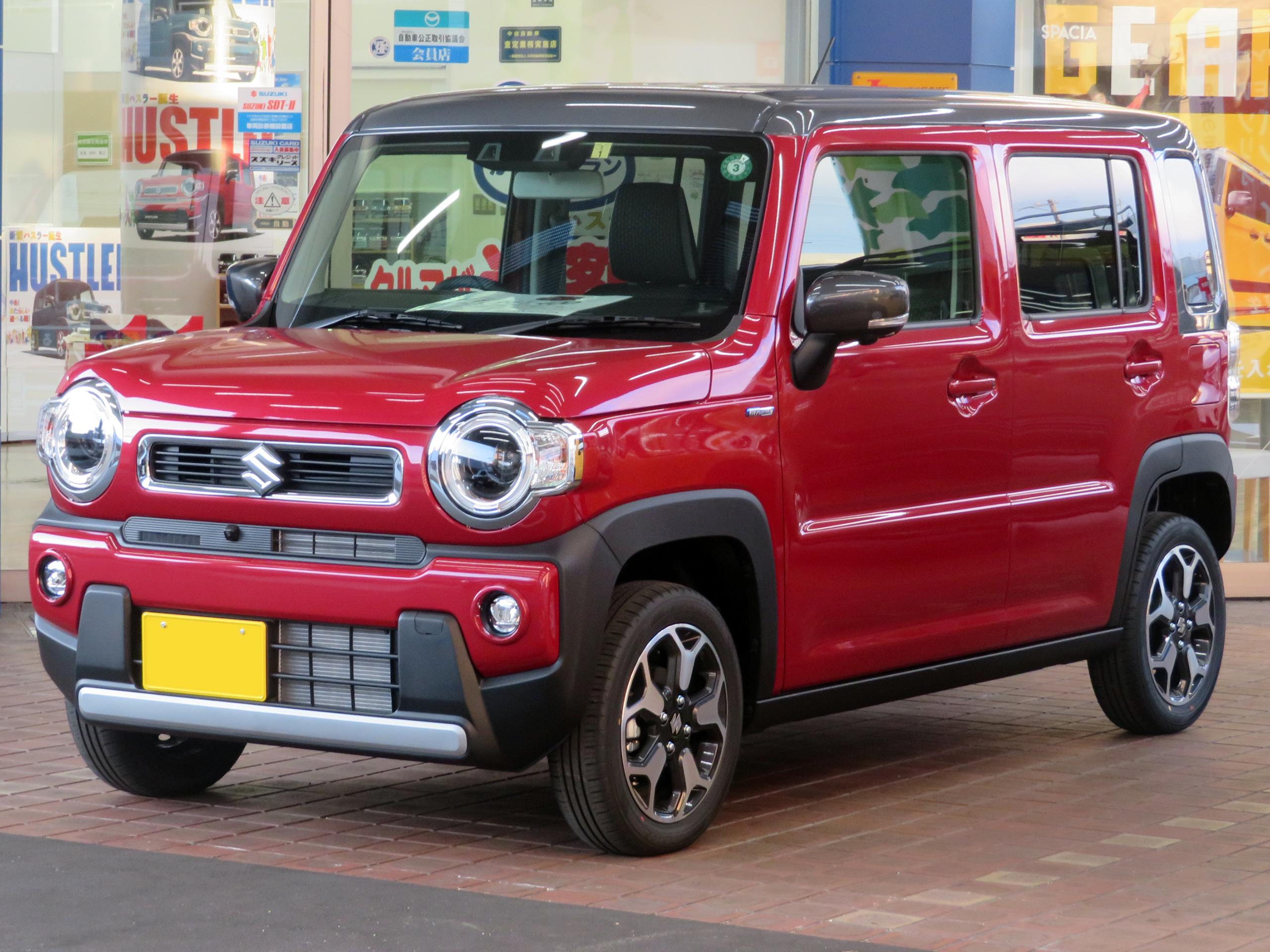
Suzuki Hustler
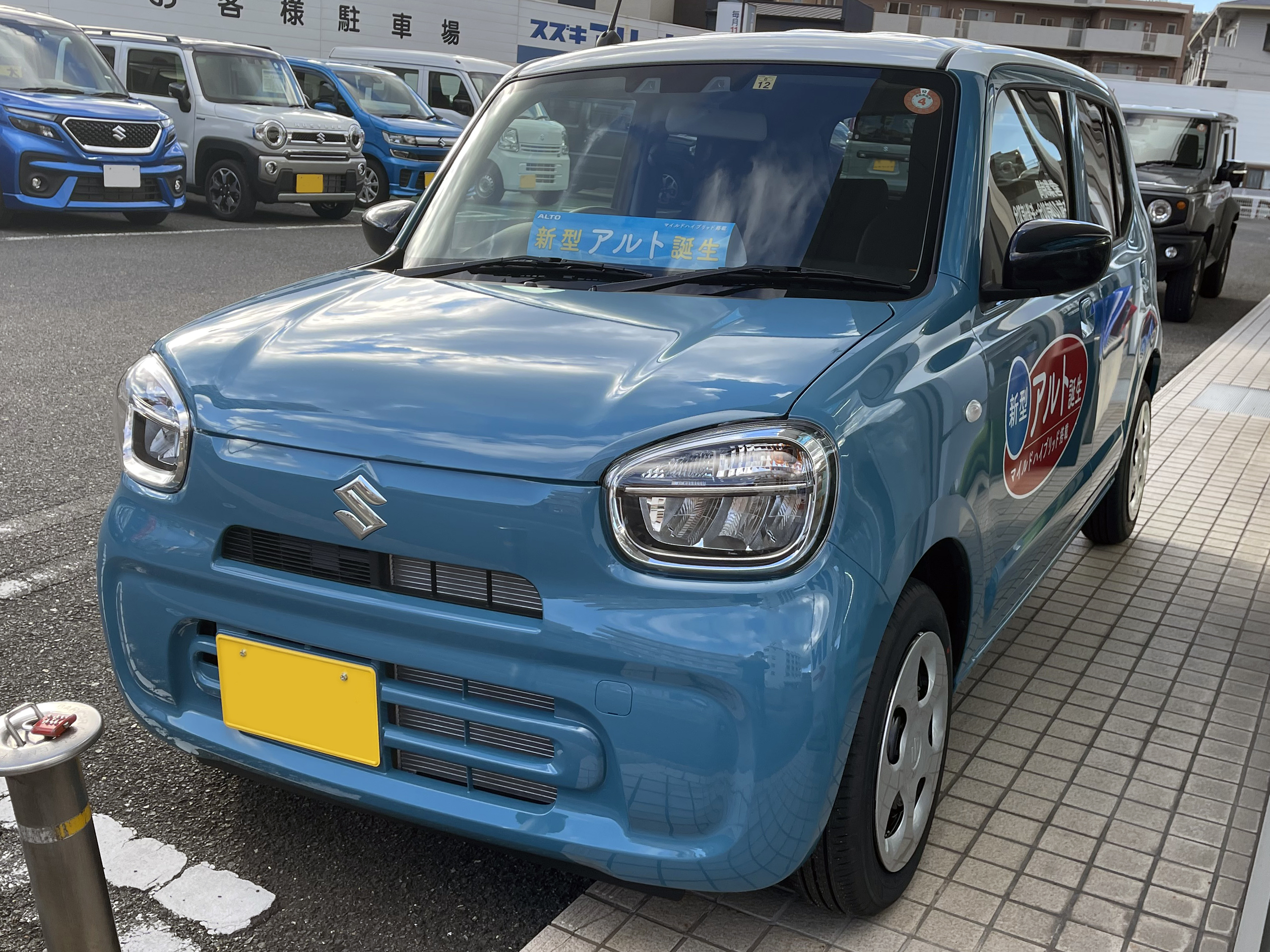
Suzuki Alto
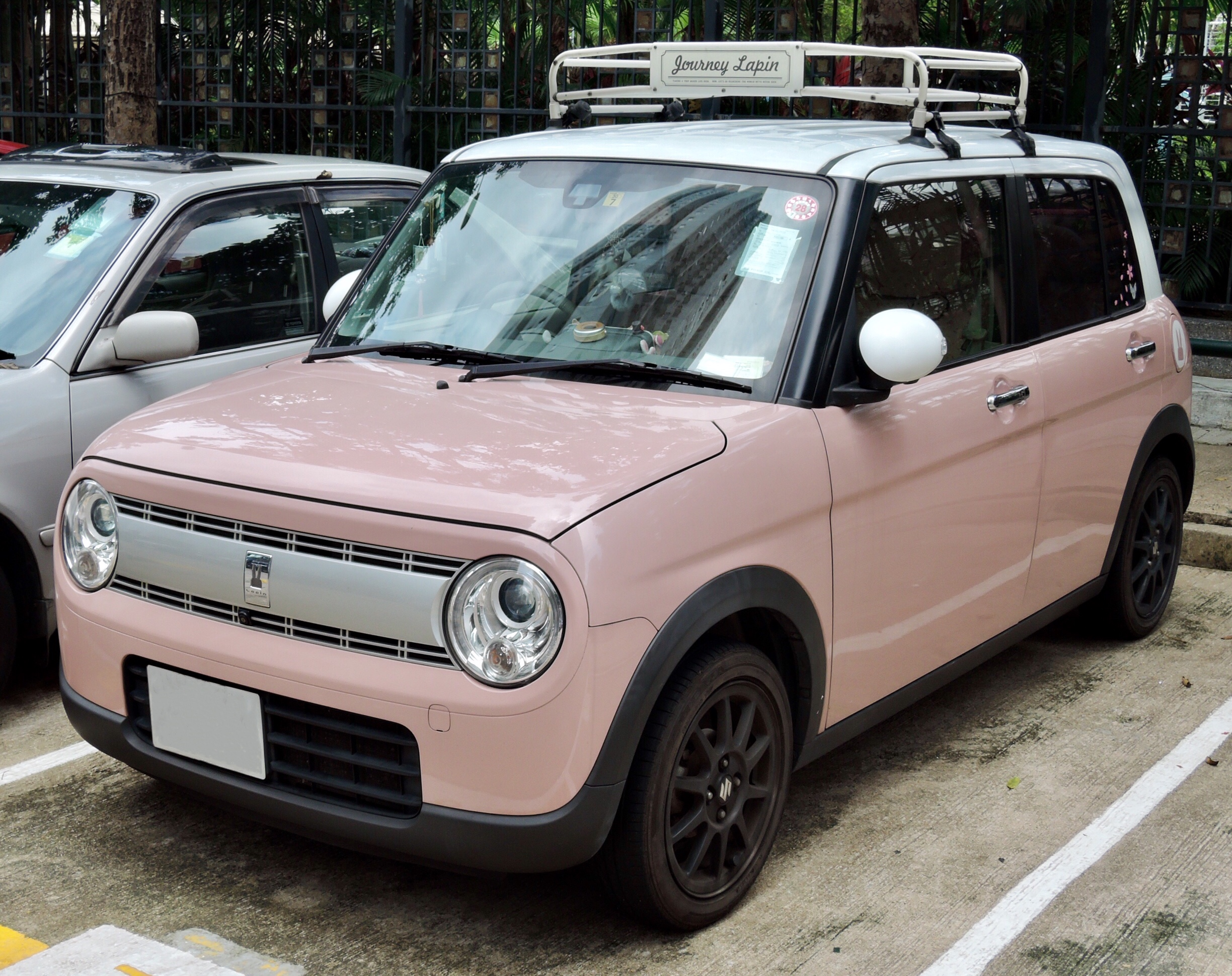
Suzuki Lapin
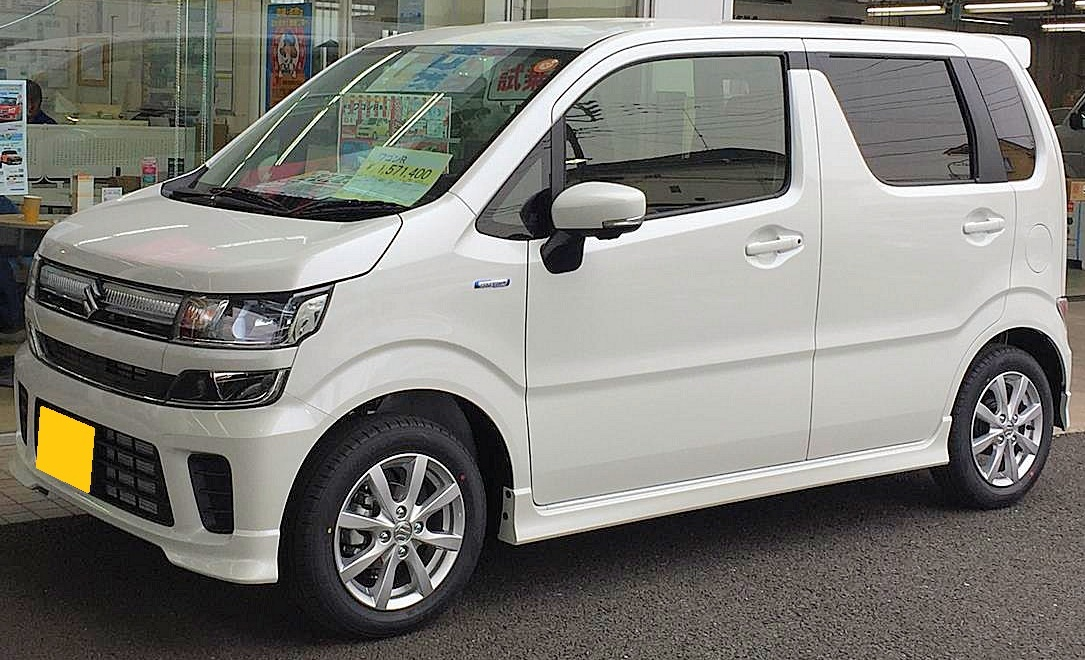
Suzuki Wagon R
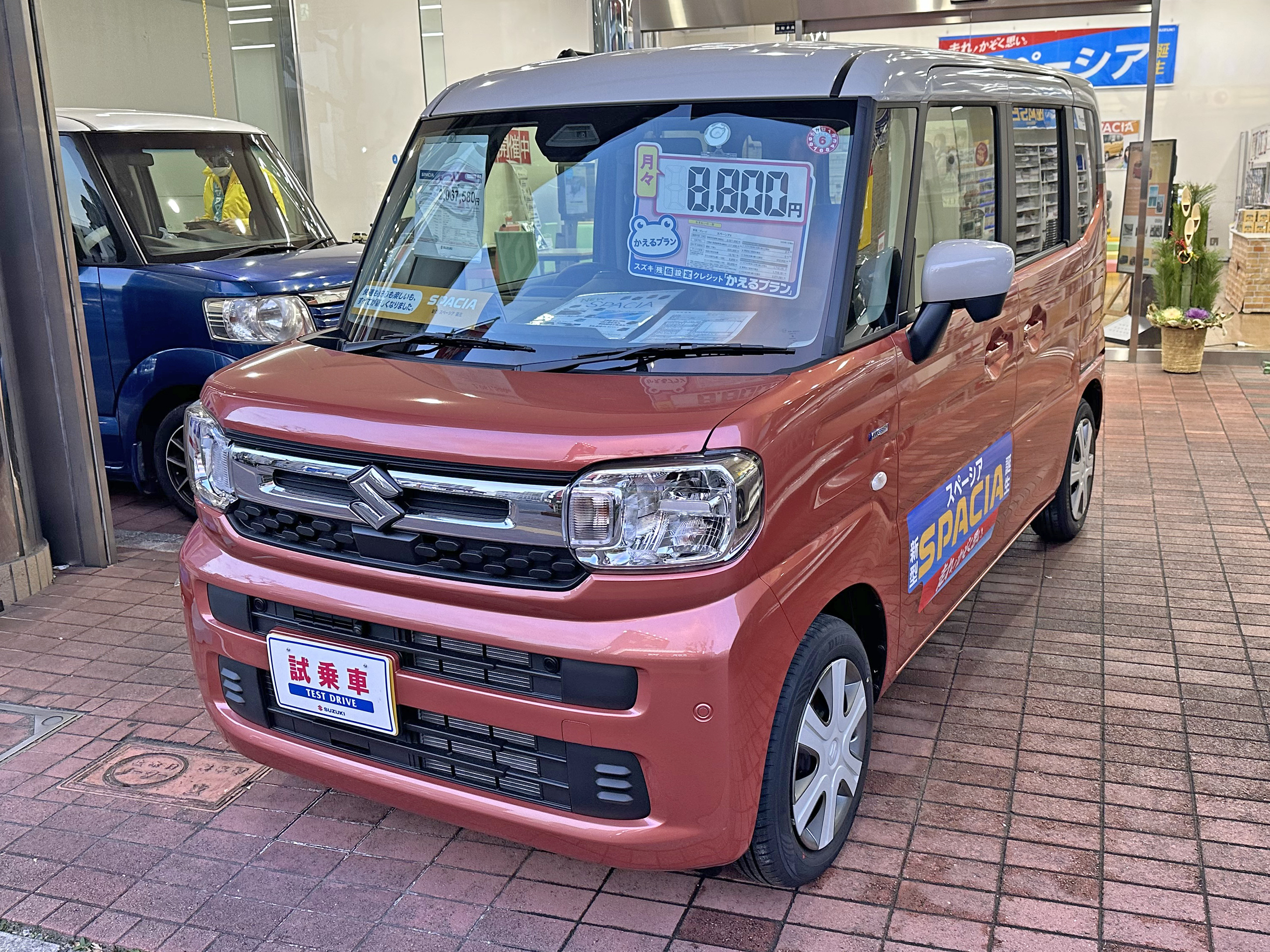
Suzuki Spacia
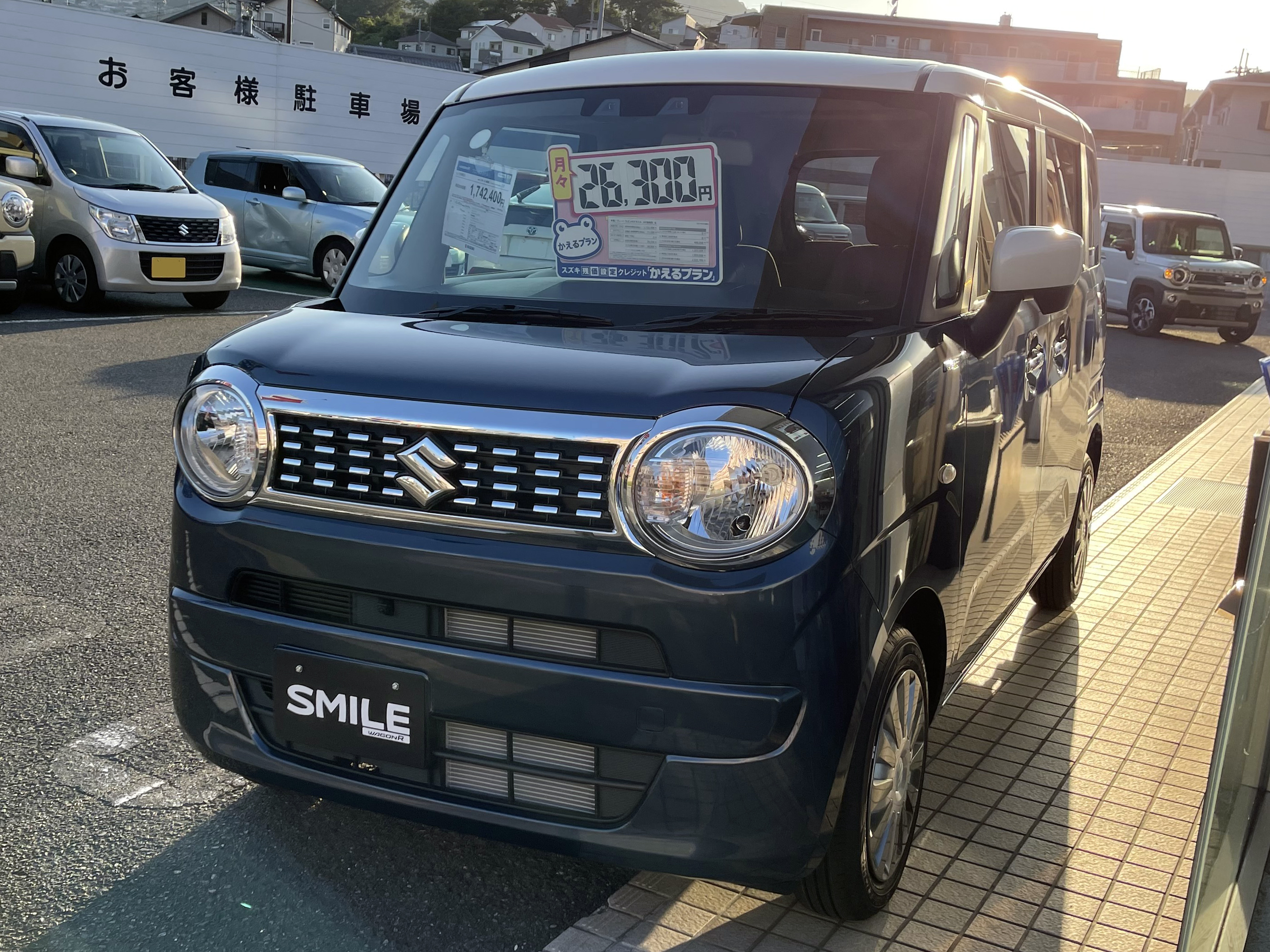
Suzuki Wagon R Smile

### Субкомпактные автомобили
- Suzuki Baleno / Toyota Glanza / Starlet (2015 — настоящее время)
- Suzuki Solio / Mitsubishi Delica D:2 (2015 — настоящее время)
- Suzuki Ignis (2016 — настоящее время)
- Suzuki Swift (2016 — настоящее время)
- Suzuki Dzire (2017 — настоящее время)
- Suzuki Xbee (2017 — настоящее время)
- Maruti Suzuki Wagon R (2019 — настоящее время)
- Suzuki S-Presso (2019 — настоящее время)
- Suzuki Celerio / Toyota Vitz (2021 — настоящее время)
- Maruti Suzuki Alto K10 (2022 — настоящее время)
- Suzuki Fronx / Toyota Urban Cruiser Taisor / Starlet Cross (2023 — настоящее время)

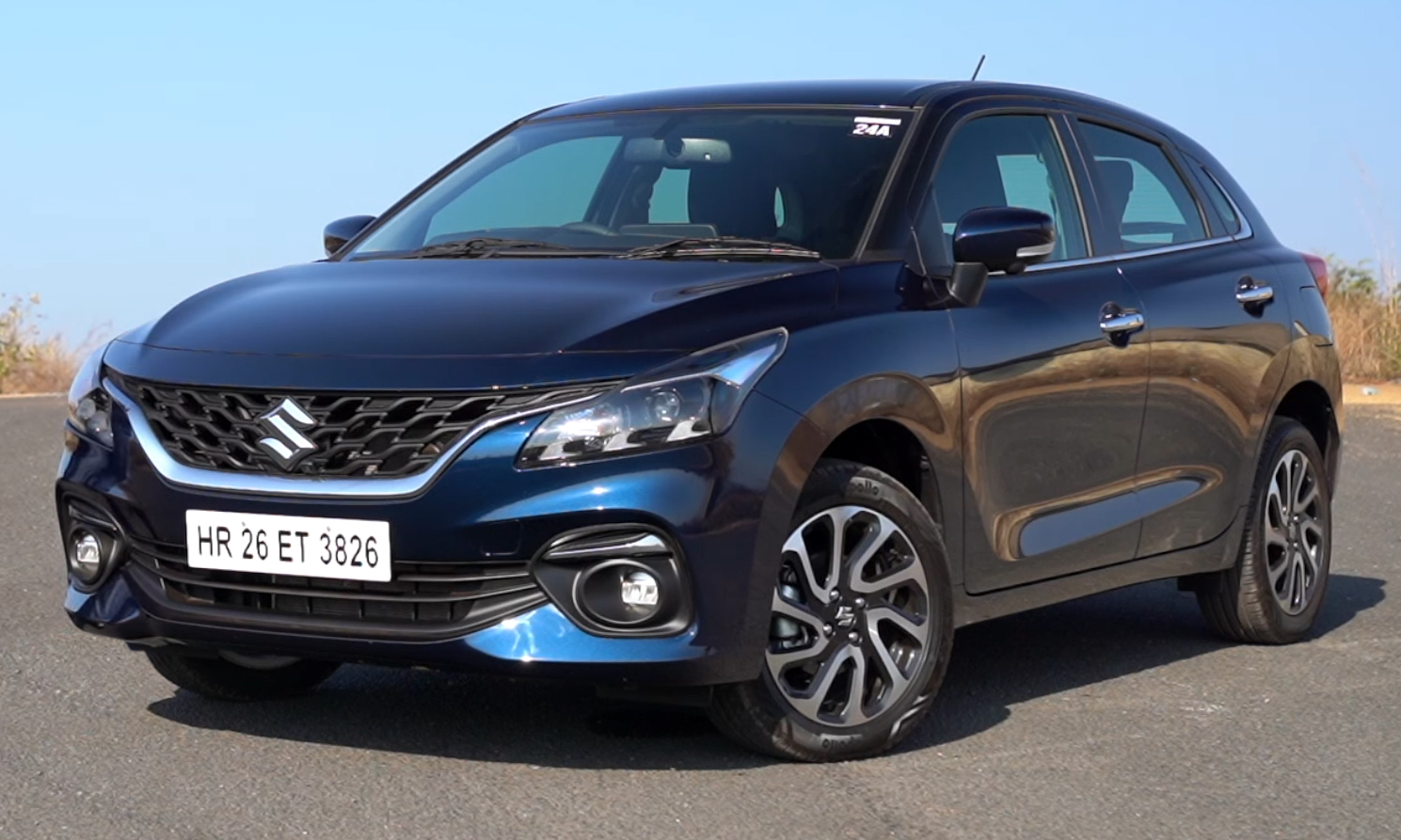
Suzuki Baleno
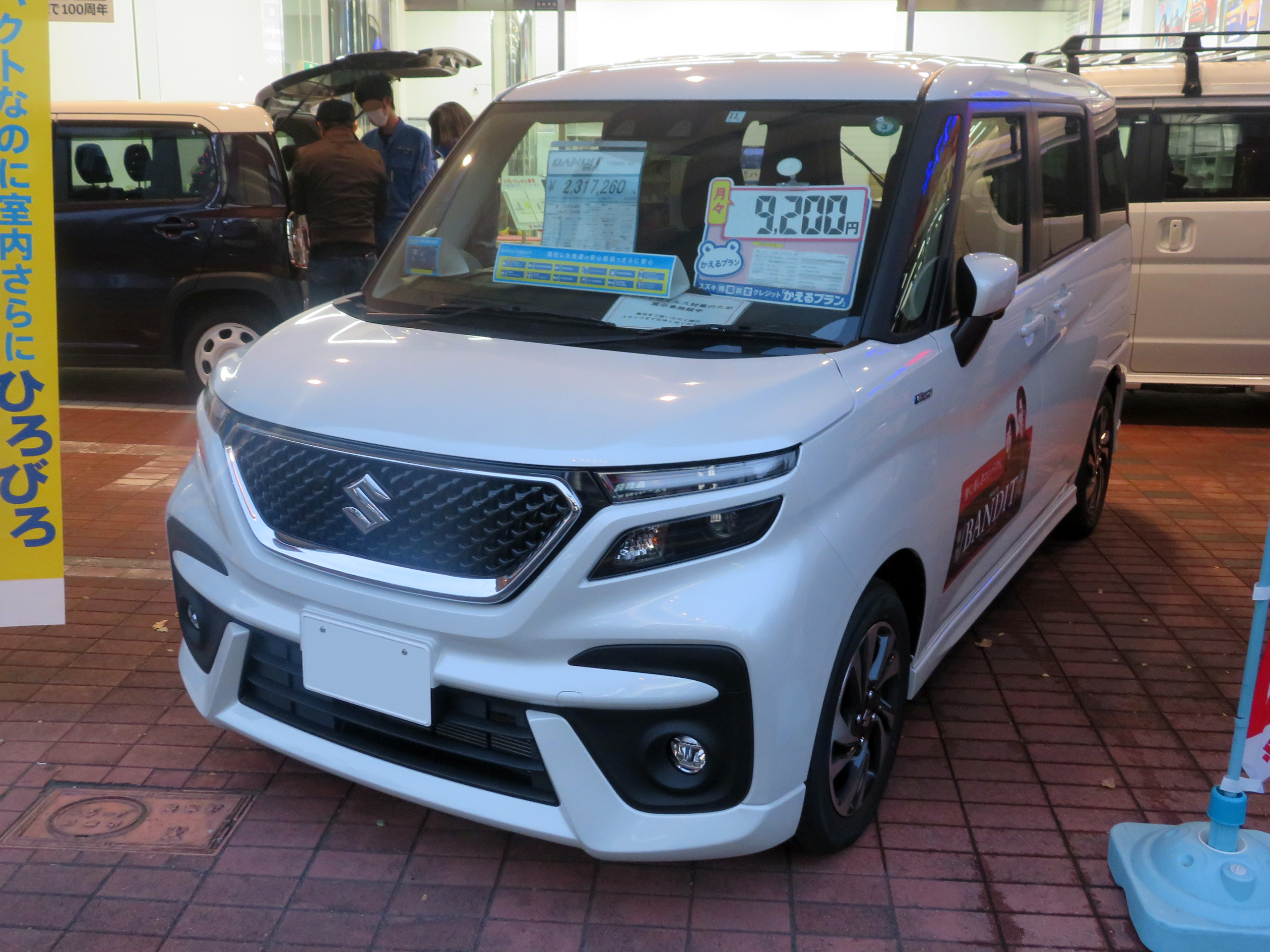
Suzuki Solio
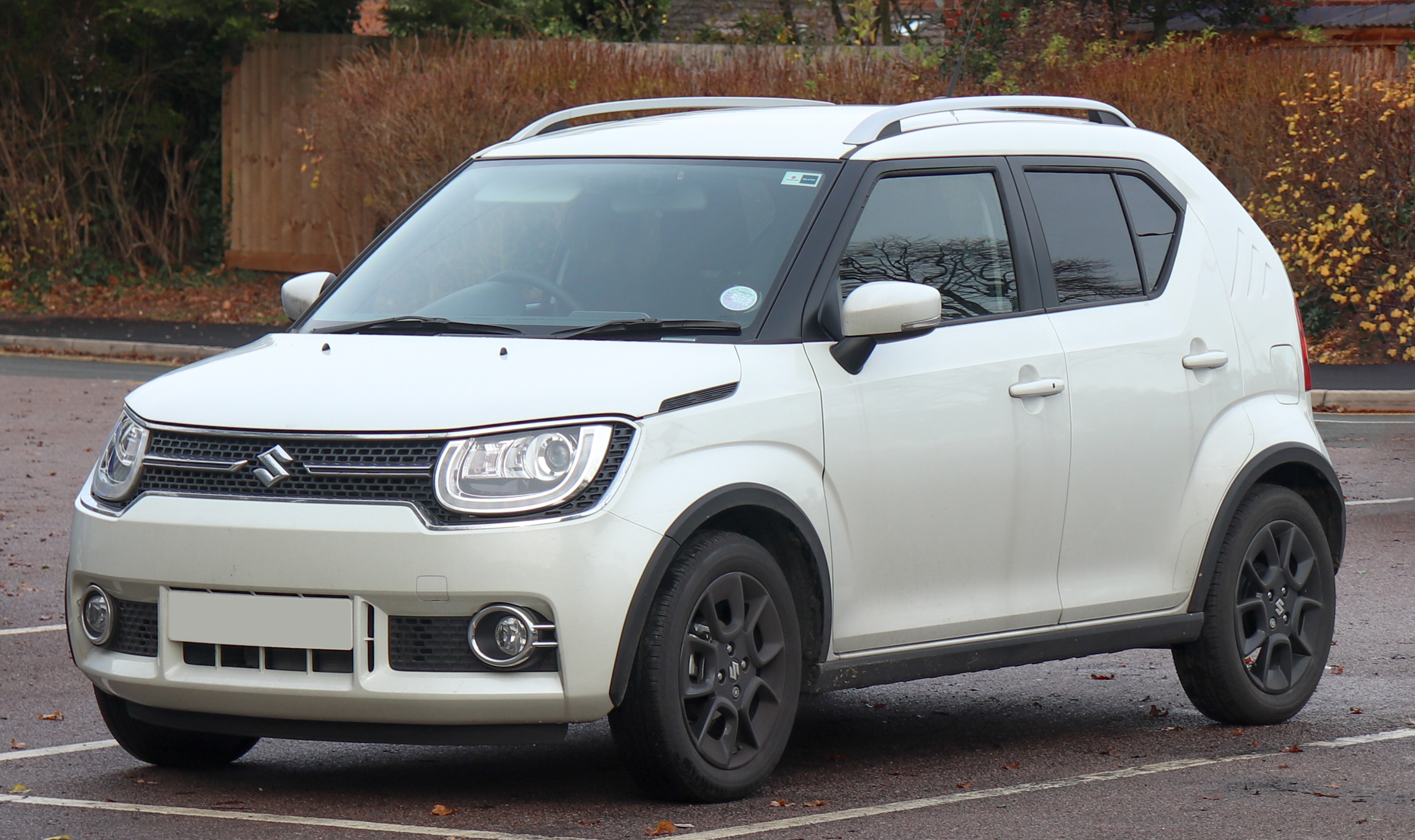
Suzuki Ignis
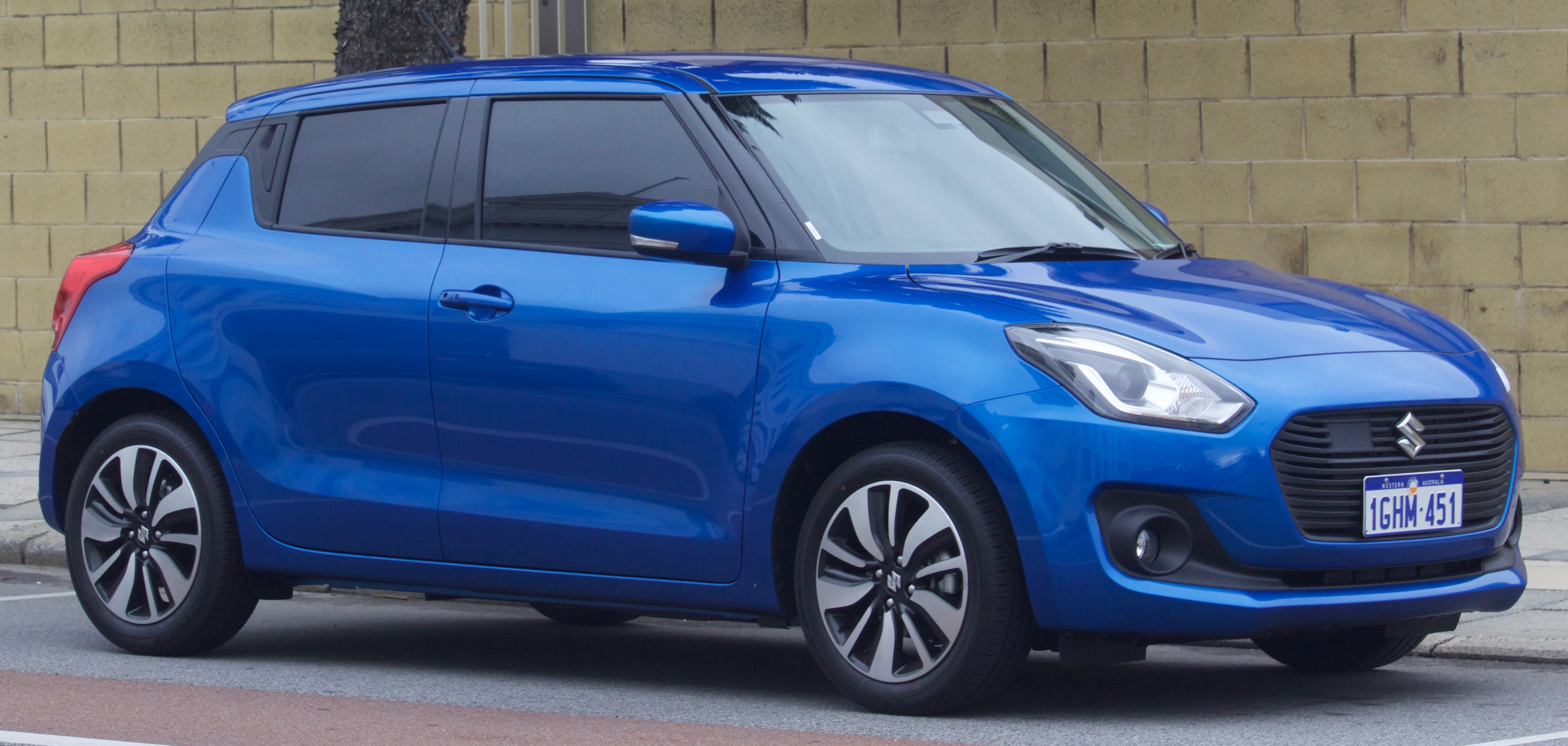
Suzuki Swift
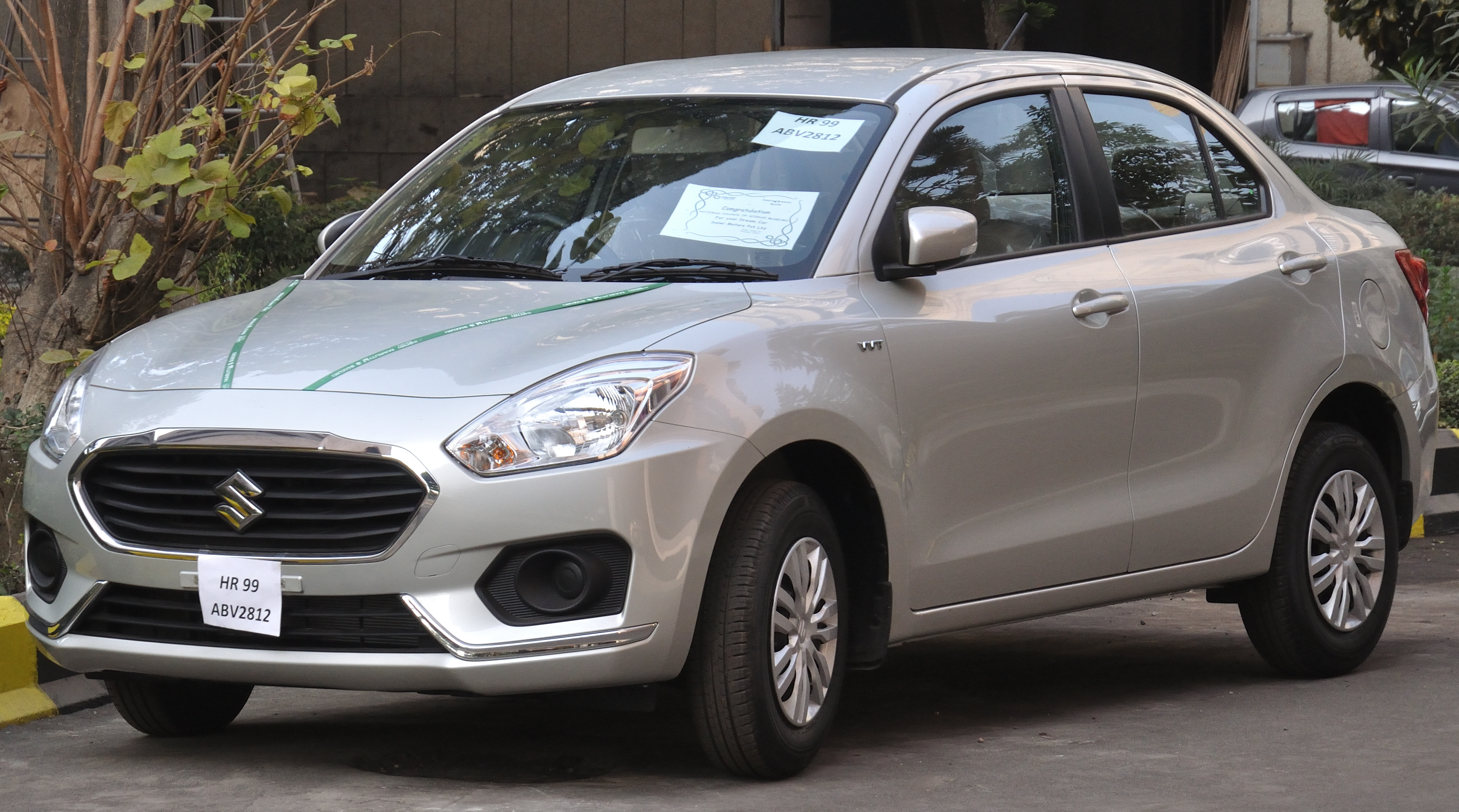
Suzuki Dzire
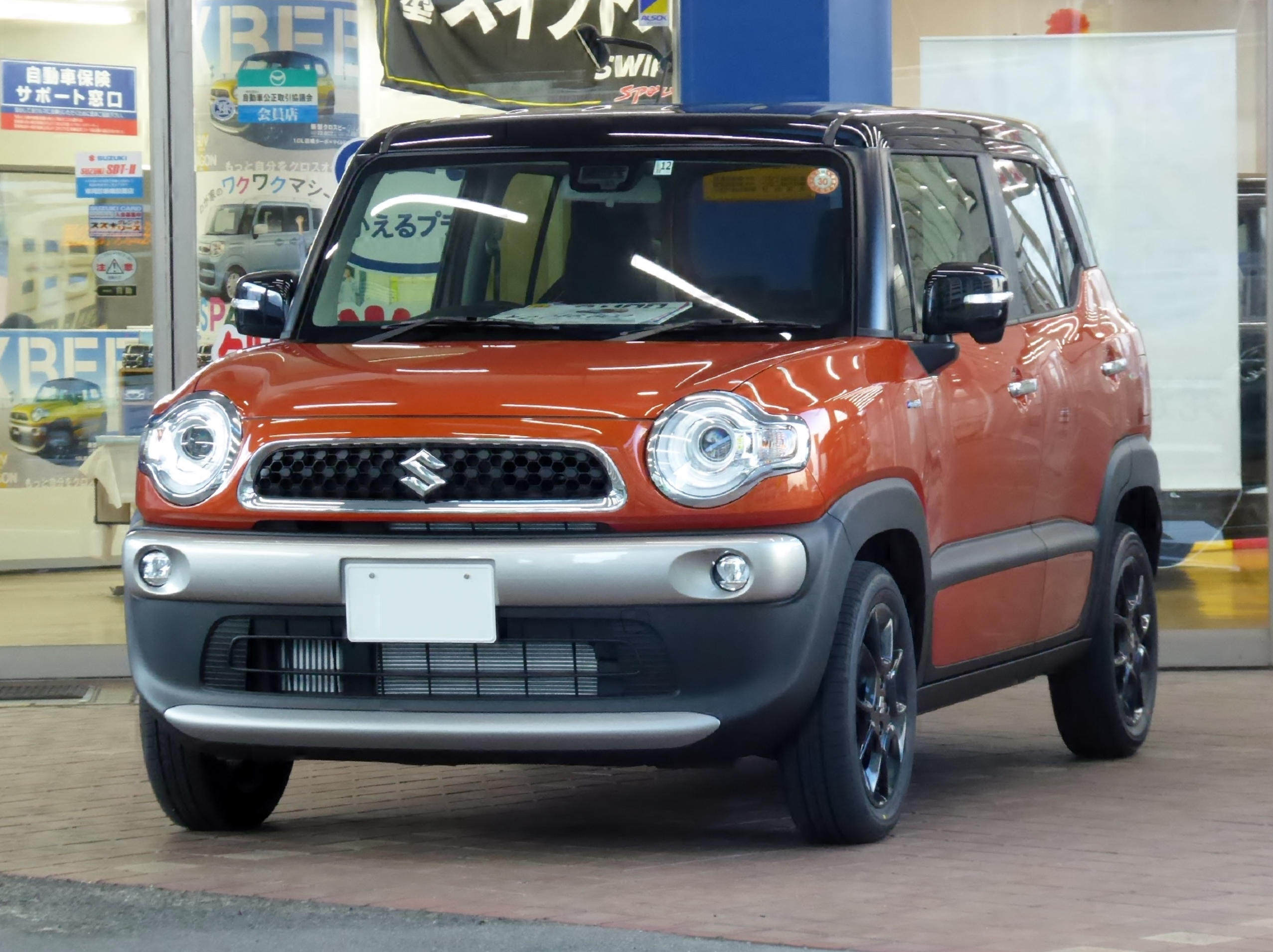
Suzuki Xbee
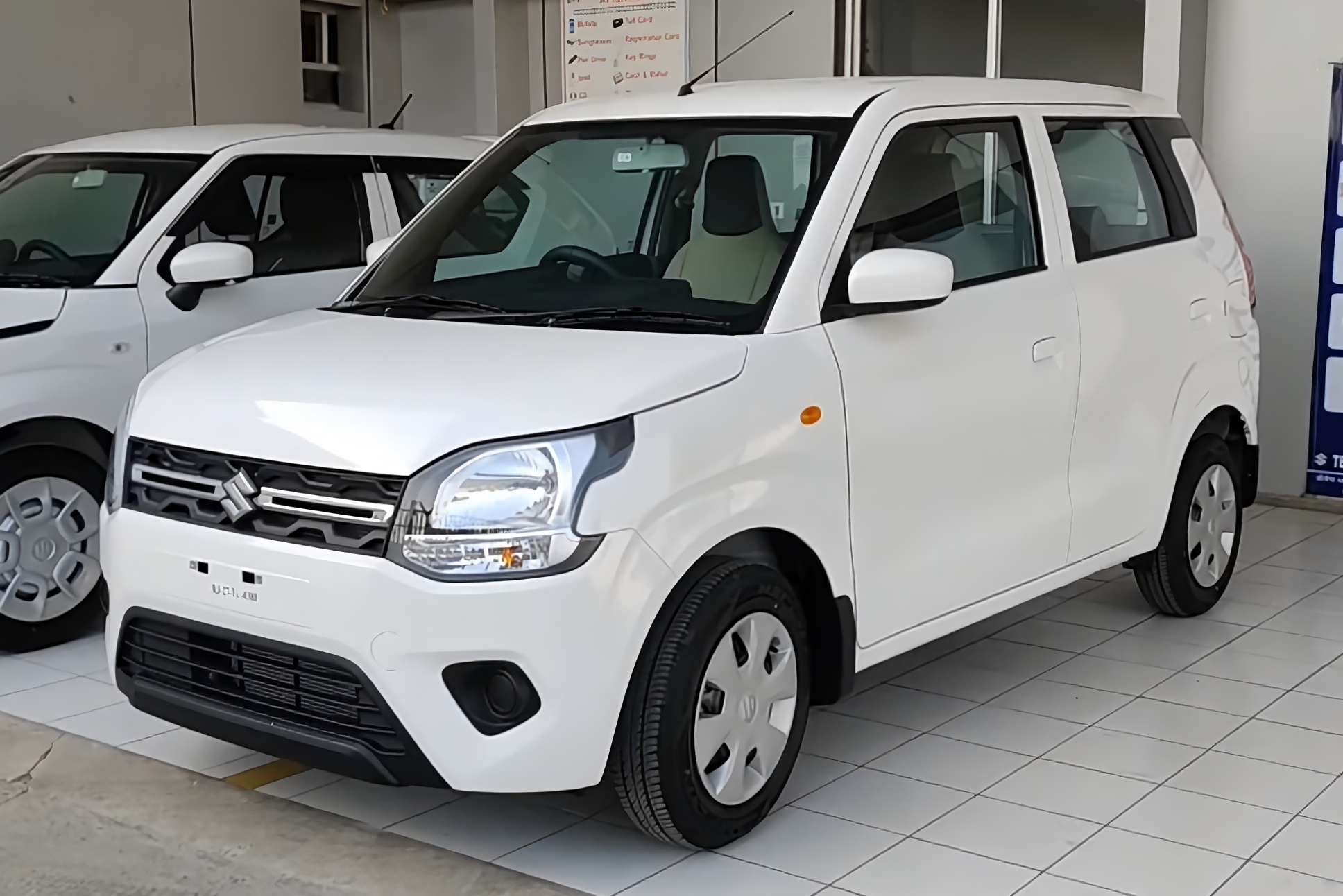
Maruti Suzuki Wagon R
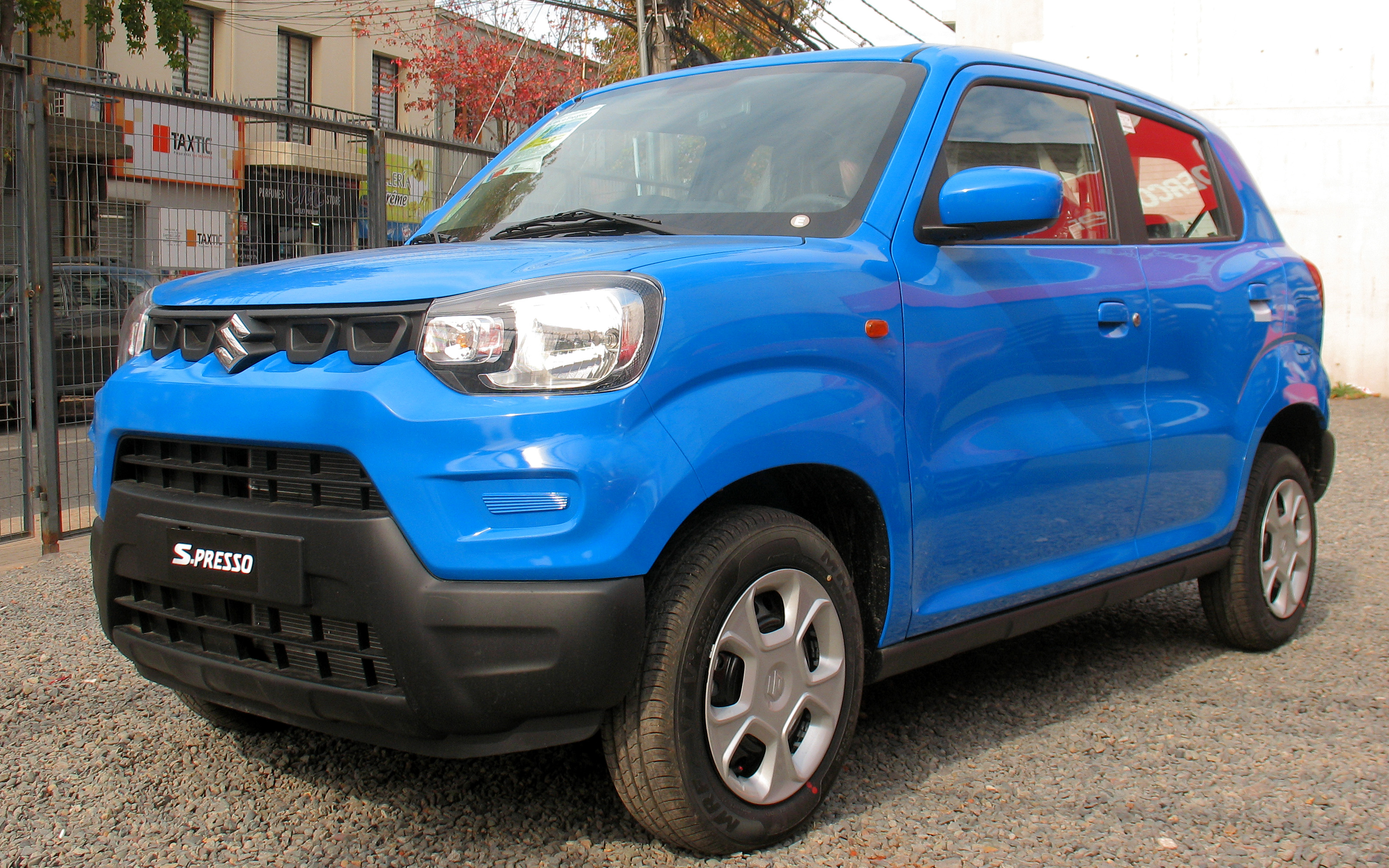
Suzuki S-Presso
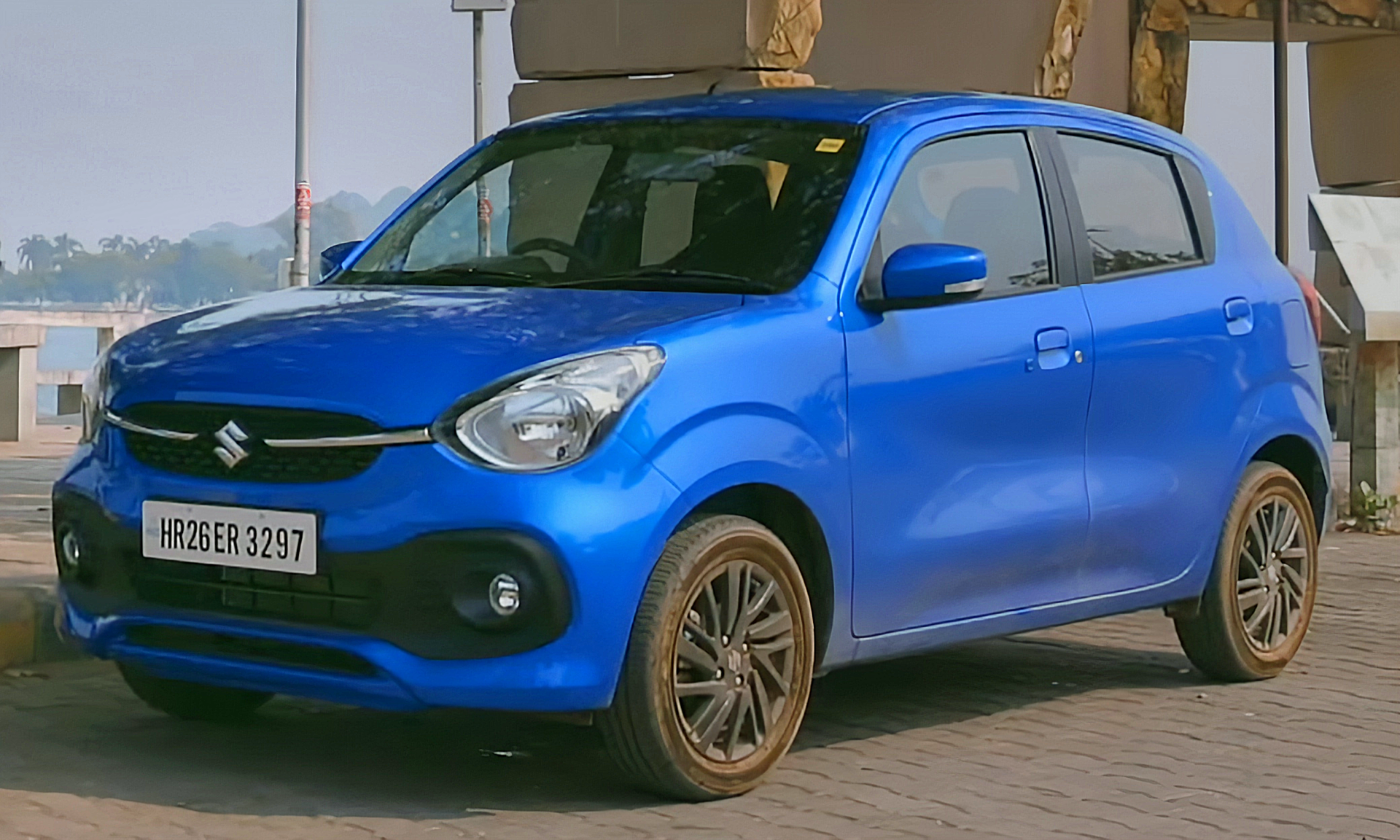
Suzuki Celerio
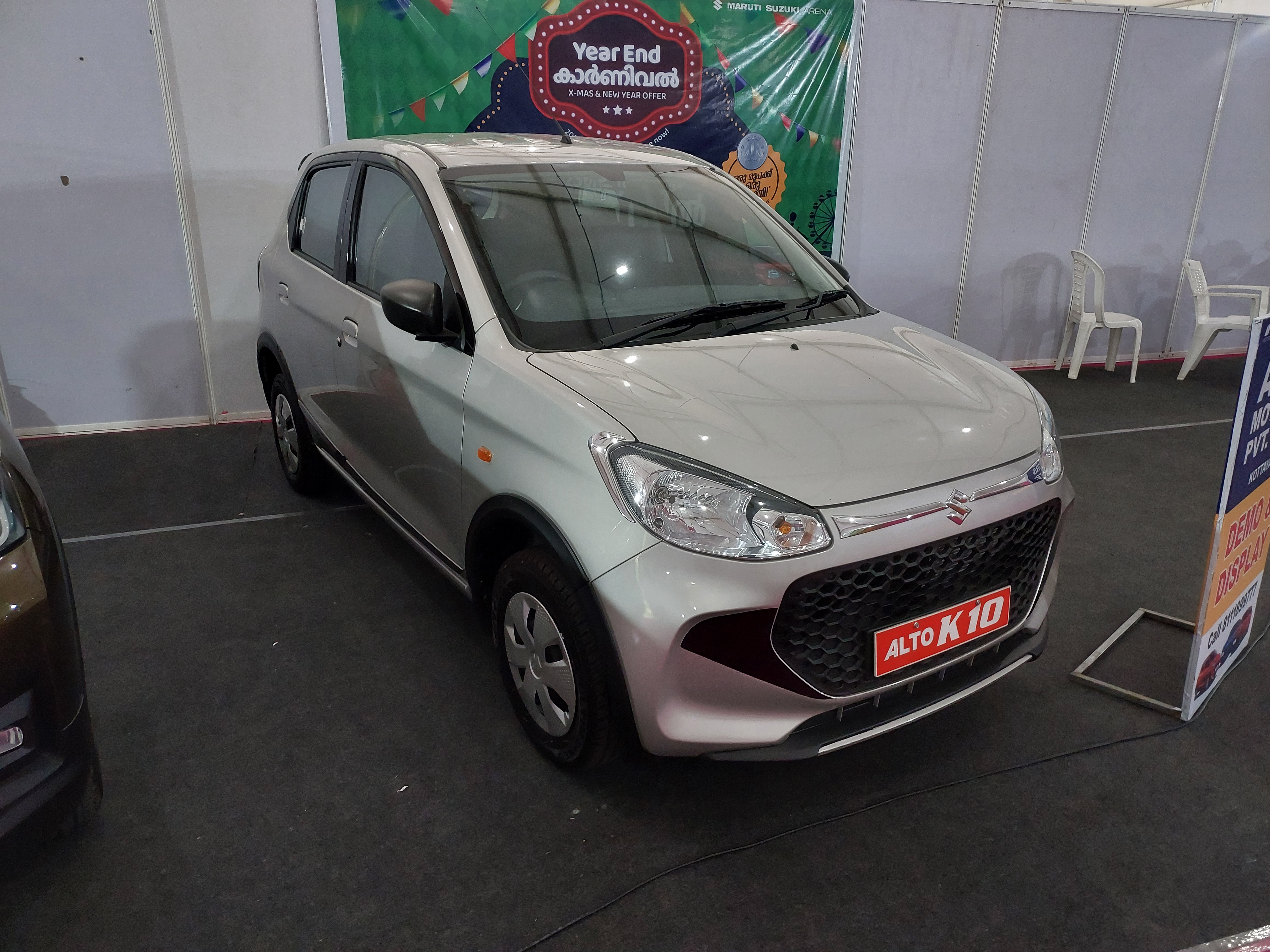
Maruti Suzuki Alto K10
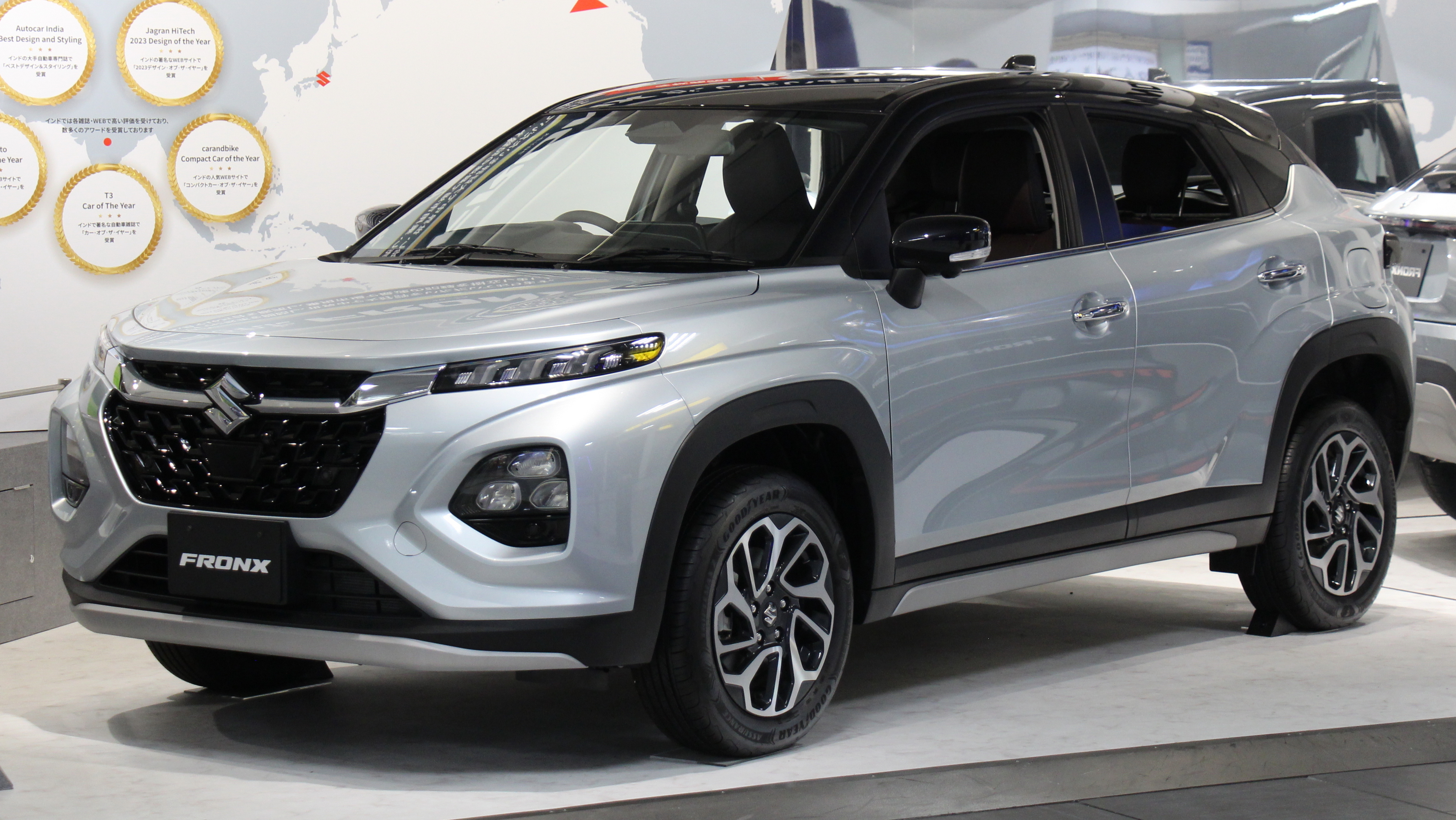
Suzuki Fronx

### Компактные автомобили
- Suzuki Ertiga / Toyota Rumion (2018 — настоящее время)
- Suzuki XL6/XL7 (2019 — настоящее время)

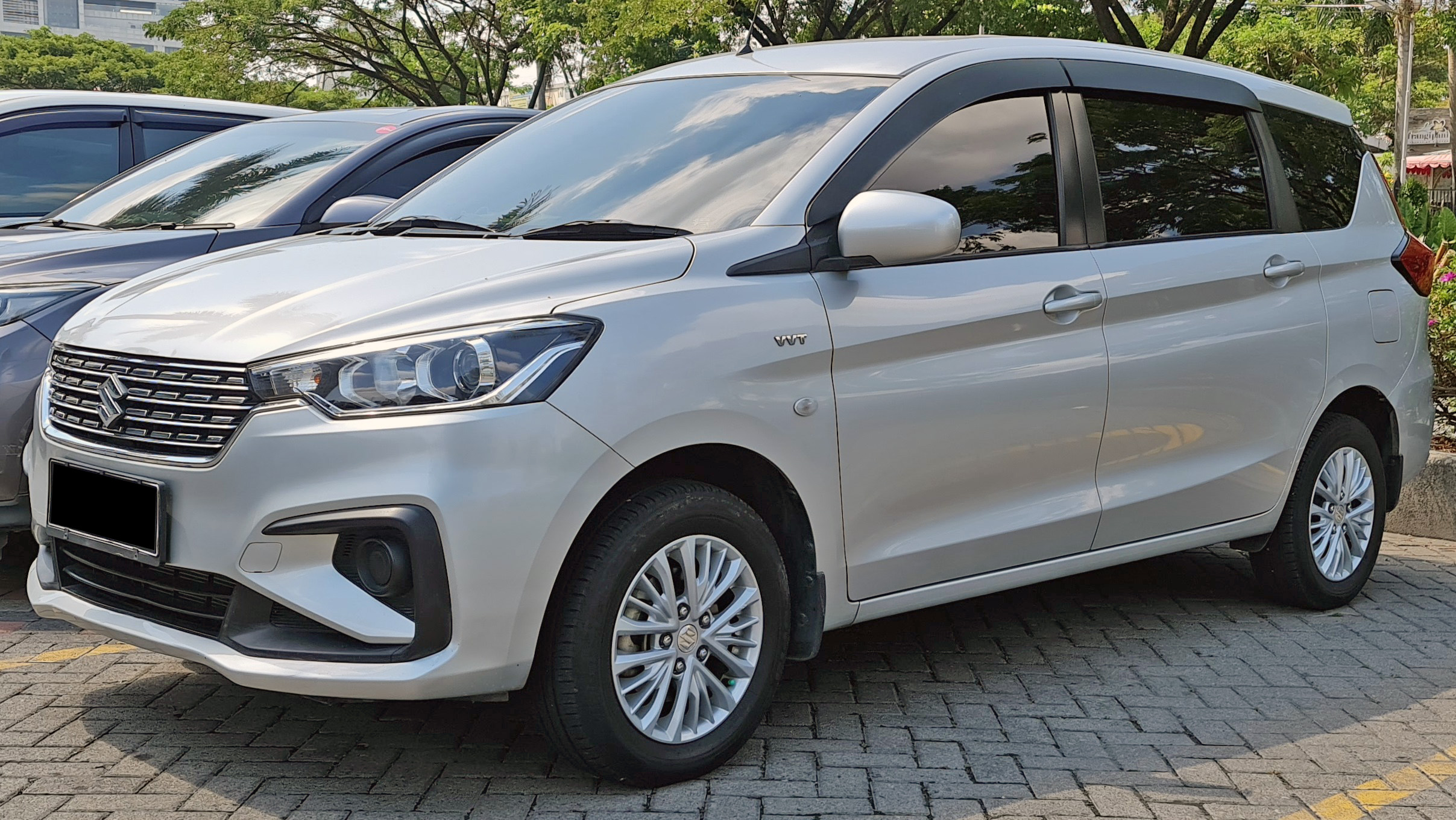
Suzuki Ertiga
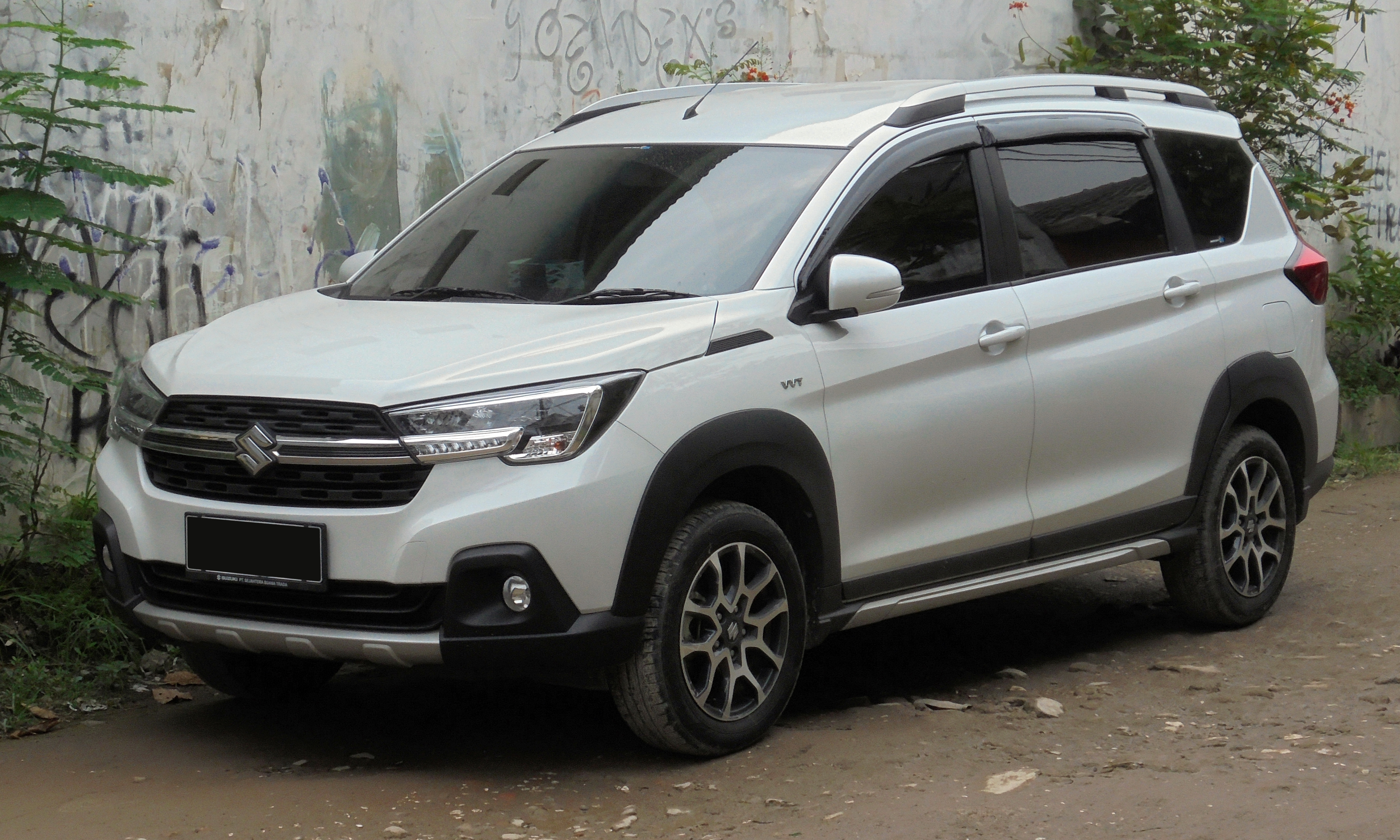
Suzuki XL7

### Heartect-e
- Suzuki e Vitara / Toyota Urban Cruiser (2025)

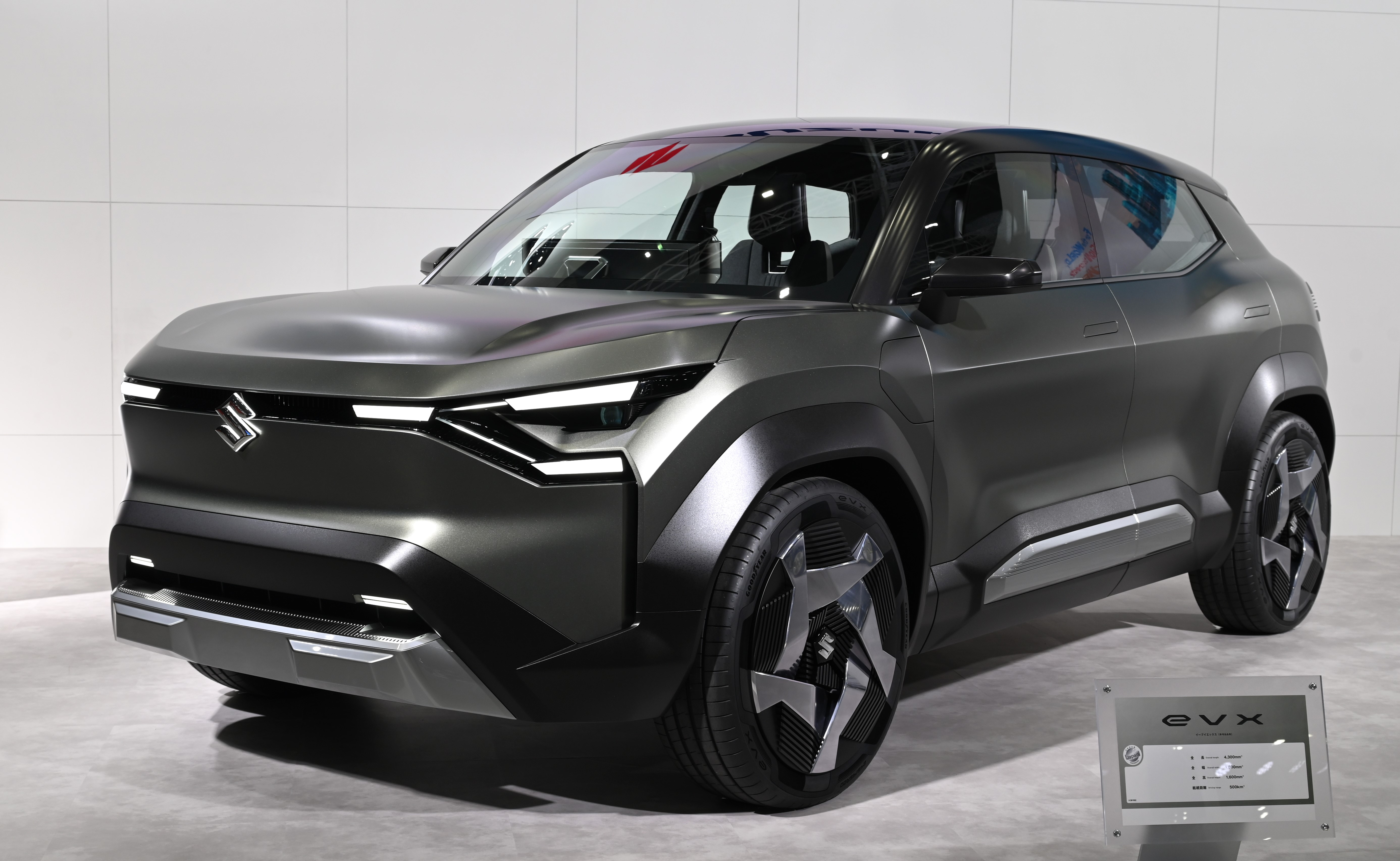
Suzuki e Vitara